# ناحیه عین حلاقیم
ناحیه عین حلاقیم (به عربی: ناحیة عین حلاقیم) یک ناحیه در سوریه است که در منطقه مصیاف واقع شده‌است. ناحیه عین حلاقیم ۱۶٬۵۰۲ نفر جمعیت دارد.